# Operace Podzimní mraky
Operace Podzimní mraky (hebrejsky מבצע ענני סתיו‎) byla zahájena Izraelskými obrannými silami 1. listopadu 2006 po četných raketových a minometných útocích na jih Izraele, kdy Izraelské obranné síly vstoupily do Pásma Gazy a vyvolaly boje poblíž Bajt Hánún. Jednalo se o první vojenskou akci Izraelských obranných sil od operace Letní déšť v létě 2006. Operace byla zahájena s cílem zastavit palestinské raketové útoky na Izrael.
Palestinští vládní představitelé 7. listopadu oznámili, že se jednotky IOS začínají stahovat, čímž operace končí. Od 31. října bylo zabito 53 Palestinců, včetně 16 civilistů, a jeden voják IOS.

## Časová osa

### 1. listopad
Dne 1. listopadu 2006 bylo při největší vojenské operaci Izraele od operace Letní déšť zraněno při útoku na Bajt Hánún 35 lidí a zabito šest Palestinců a jeden izraelský voják. Na útoku se podílelo 60 tanků podporovaných vrtulníky. Zpravodajská agentura Agence France-Presse uvedla, že tři domy byly srovnány se zemí izraelskými buldozery a desítka domů byla zasažena tankovými střelami. Tímto útokem zahájily Izraelské obranné síly tuto operaci. Prezident Palestinské autonomie Mahmúd Abbás i premiér Ismáíl Haníja označili útok za masakr.

### 3. listopad
Dne 3. listopadu 2006 byla izraelskou palbou zabita jedna Palestinka a dalších deset lidí bylo zraněno. Ženy se shromáždily před mešitou v Bajt Hánúnu poté, co je místní rozhlas vyzval, aby zachránily palestinské bojovníky uvězněné v mešitě tím, že je převlečou za ženy. Izraelské obranné síly tvrdily, že jejich vojáci spatřili dva palestinské bojovníky oblečené v ženských šatech, kteří se skrývali v davu žen, a že je bojovníci používali ženy jako lidské štíty.

### 7. listopad
Palestinští vládní představitelé 7. listopadu oznámili, že se jednotky IOS začínají stahovat, čímž operace končí. Od 31. října bylo zabito 53 Palestinců, včetně 16 civilistů, a jeden voják IOS.

### 8. listopad
Několik domů v Bajt Hánúnu bylo zasaženo granáty vypálenými Izraelskými obrannými silami. Nejméně 19 palestinských civilistů bylo zabito a dalších 40 zraněno.
O den později informovala asistentka generálního tajemníka Angela Kane Radu bezpečnosti OSN o ostřelování. Vyzvala obě strany k vzájemné dohodě. Usnesení navržené Katarem bylo předloženo na Radě bezpečnosti OSN a bylo vetováno (zakázáno) Spojenými státy americkými, přičemž velvyslanec Spojených států amerických při OSN John Bolton označil navrhované usnesení za „jednostranné“ a „politicky motivované“. Po tomto odmítnutí bylo 17. listopadu 2006 Valným shromážděním OSN přijato zmírněné a nezávazné usnesení, které vyjadřovalo „znepokojení“ shromáždění nad ostřelováním a vyzývalo k vyslání vyšetřovací mise do Gazy. Usnesení bylo přijato většinou hlasů včetně členských států Evropské unie. Mezi několika odpůrci byly Spojené státy americké a Izrael.

### 16. listopad
Dne 16. listopadu odpálili bojovníci Hamásu a Palestinského islámského džihádu z Bajt Hánúnu raketu Kassám na izraelské město Sderot, která jednoho člověka zabila a jednoho zranila. Premiér Izraele vydal prohlášení, v němž uvedl: „Právě takovým vražedným útokům se snažíme zabránit. Izrael použije na ochranu svých občanů všechny nezbytné prostředky.“

### Následky
Izrael odmítl spolupracovat s Radou pro lidská práva a bránil jakémukoli mezinárodnímu vyšetřování této záležitosti. Misi, kterou měl vést arcibiskup Desmond Tutu, byl odepřen vstup do Izraele a na palestinské okupované území. Dne 11. listopadu Spojené státy americké vetovaly návrh usnesení Rady bezpečnosti OSN vyzývající k vytvoření vyšetřovací mise k prošetření události z 8. listopadu v Bajt Hanúnu.
Zpráva zvláštního zpravodaje OSN dospěla k závěru, že „se zdá být zřejmé, že střelba do civilní čtvrti bez zjevného vojenského cíle představovala válečný zločin, za který by měli být trestně odpovědní jak velitelé, tak ti, kteří zahájili 30minutový dělostřelecký útok“.